# Okroujnaïa (métro de Moscou)
Okroujnaïa (en russe : Окружная et en anglais : Okruzhnaya) est une station, de la ligne Lioublinsko-Dmitrovskaïa (ligne 10 verte), du métro de Moscou, située sur le territoire du raïon Timiriazevski et de Marfino dans le Nord, et le Nord-Est de Moscou.